# Bothriocera omani
Bothriocera omani är en insektsart som beskrevs av Kramer 1983. Bothriocera omani ingår i släktet Bothriocera och familjen kilstritar. Inga underarter finns listade i Catalogue of Life.